# Señores del Sistema
En la serie de televisión de ciencia ficción Stargate SG-1, los Señores del Sistema son los dirigentes de los Goa'uld, la maligna raza dominante de la galaxia. Tal como el título lo sugiere, para que un Goa'uld llegue a ser un Señor del Sistema debe ser extremadamente poderoso y tener el control de varios sistemas estelares. Mientras hay cientos de miles de Goa'uld gobernando a lo largo de la galaxia, sólo una docena tiene el rango de Señor del Sistema.
Colectivamente, los Goa'uld usan el sistema de Stargates, dispositivos que les permiten viajar instantáneamente entre dos puntos lejanos en el espacio, para poder mantener bajo control a sus posesiones y súbditos.
Durante miles de años Ra fue el más poderoso de los Goa'uld y mantuvo el rango de Supremo Señor del Sistema, hasta que fue destruido por el coronel O'Neill y Daniel Jackson, como se ve en la película Stargate.
Los Señores del Sistema rara vez confían unos en otros, y muy frecuentemente pelean entre sí. La Tok'ra -una raza de Goa'uld descendientes de una reina opositora a la conducta de los Señores del Sistema- usualmente intentan mantener a los Señores del Sistema enfrentados para que no haya uno solo que pueda tomar el control sobre los demás.

## Características
Con algunas excepciones, los Señores del Sistema ganan poder actuando como dioses -aparecen en varias mitologías-, esclavizando de esa manera a las masas en varios planetas. En general los Goa'uld aparecen la Mitología egipcia, quizá debido al interés de los guionistas de mantener una continuidad con el estilo de la película, pero también debido al hecho de que el Stargate de la Tierra estaba ubicado en Egipto.
Si bien los Goa'uld actúan normalmente como deidades de las religiones de la Tierra, generalmente no toman en cuenta las religiones modernas. Los Goa'uld dejaron la Tierra después de una rebelión de esclavos cerca del año 3000 a. C., y las religiones mayoritarias de hoy en día fueron fundadas posteriormente. Los Goa'uld continuaron tomando pequeñas cantidades de humanos de la Tierra a través del Stargate en la Antártida, pero aparentemente los costos que esto implicaba fueron suficientes para que esas incursiones fueran menores que en el pasado. Sin embargo, los Goa'uld se han hecho pasar por dioses en Oriente, y son creadores de antiguas religiones que aún existen hoy en día sobre todo Oriente. 
Los parásitos Goa'uld son asexuados y no poseen género, pero muchos han habitado cuerpos humanos tanto tiempo (experimentando la vida a través de sus sentidos) que han llegado a pensarse a sí mismos como varones o mujeres; Apophis, Baal y Anubis (antes de ascender) prefirieron siempre tomar anfitriones masculinos, mientras que Morrigan y Nirrti prefirieron los femeninos.
Una excepción es Hathor, quien tradicionalmente apareció como mujer, pero era en realidad una reina Goa'uld, capaz de reproducirse, del mismo modo que Isis o Egeria. Osiris tradicionalmente ha aparecido con anfitriones masculinos por cientos de años, pero por necesidad ha tomado un anfitrión femenino, aun así siguió siendo llamado como "él".

## Historia
A lo largo de la serie surgieron varios Señores del sistema, con posiciones claramente dominantes: Sokar, Apophis, Anubis y Baal entre los más destacados. Todos los Señores del sistema usan tropas de tierra Jaffa tanto como soldados y también como anfitriones de las jóvenes larvas de Goa'uld. Actúan como dioses incluso ante sus propias tropas quienes tienen la máxima lealtad a su dios. Teal'c fue el primero en cuestionar el estatus divino de su señor, y se rebeló, iniciando una cadena de rebeliones que creció desde un pequeño grupo hasta, más tarde en la serie, ser una seria amenaza.
Apophis era el enemigo originario en la serie, su Jaffa primado era Teal'c; Sokar lo reemplazó brevemente pero eventualmente volvió. Anubis era por lejos el más maligno de los Goa'uld y sus aspiraciones podrían haber sido más grandes de lo que se sabe. Su ascenso forzó a los otros Señores del Sistema a coaligarse en una "Alianza Unida de los Señores del Sistema" para poder derrotarlo y restaurar el balance del poder. Esta alianza fue en un principio encabezada por Lord Yu (el más viejo de los Señores), y luego por Baal después de que el primero se volviera loco. La Alianza también se vio obligada a cooperar con los Tau'ri. La fuerza de Anubis procedía en gran medida de su dominio sobre tecnología de los Antiguos, su conocimiento lo obtuvo después de engañar a Oma Desala (una antigua) para que lo ayudase en su Ascensión, aunque finalmente los otros Antiguos lograron detenerlo, quedando en un estado de semi-ascensión. Esto hizo que fuese casi imposible matarlo, sin embargo Jack O'Neill destruyó su armada entera cuando logró activar un arma de los Antiguos, dejando a Anubis sin poder. Por virtud de su liderazgo de la "Alianza Unida de los Señores del Sistema", Baal reclamó todos los territorios de Anubis y a su ejército de guerreros Kull, y se volvió una figura dominante entre los otros Goa'uld.
Hacia el final de la octava temporada todos los Señores del sistema fueron asesinados por RepliCarter y los Replicantes durante la invasión a la Vía Láctea, con la excepción de Baal (quién logró escapar). Sin embargo, no todos fueron muertos al mismo tiempo, el SG-1 eliminó a varios a lo largo de las temporadas de la serie, usualmente sucedidos por otros aún más poderosos que asumían el lugar del anterior. Posteriormente nunca se vio que Kali, Morrigan, y Amaterasu fueran asesinados en la pantalla, ni se ha mencionado su muerte, por lo que podría presumirse que pueden permanecer vivos ocultándose, luego de la rebelión de los Jaffa.
Con el éxito de la rebelión Jaffa, los Goa'uld perdieron la base de su poder y su futuro en la galaxia es incierto, y parece que los únicos de la raza Goa'uld que sobrevivirían serían los integrantes de la Tok'ra. Estos últimos, sin embargo, carecen de una reina que reemplace a los muertos de su especie, por lo que su número va en descenso progresivamente.
El último Señor del Sistema que queda, y que ha intentado reconstruir su imperio ha sido Ba'al). Usando sus clones ha logrado infiltrarse en organizaciones terrestres (Trust) y Jaffa (Alto Consejo), y continuado a salvo en algún sitio, oculto, mientras el SGC y el NID siguen tras de él.
- Datos: Q923634
- Multimedia: Stargate SG-1 / Q923634